# Filip Bandžak
Filip Bandžak (névváltozata: Filip Banžak) (Pardubice, 1983. szeptember 10. –) cseh operaénekes, bariton. Különösen az értelmezési sokoldalúságáról, valamint a tündöklően fényes hangjának bársonyos hangszínéről ismert.

## Életpályája
Filip Bandžak a csehországi Pardubicében született 1983. szeptember 10-én. Kilencévesen a Prágai Filharmonikus Gyermekkórushoz került. 1993-ban fellépett a Berlini Állami Operában és a varsói Lengyel Nemzeti Operában. 1995-ben a prágai Nemzeti Színházban Verdi Rigoletto c. operájának Paggio szerepével lépett először színpadra, majd a prágai Állami Operában Puccini Bohémélet c. operájának Marcello szerepében debütált.  
16 évesen indult a szólókarrierje.
1998-ban első díjat nyert a European Grand Prix-n a spanyolországi Tolosában. 2005-ben a moszkvai Orosz Színházművészeti Akadémián folytatta tanulmányait. 2006 májusában a szlovákiai Mikuláš Schneider-Trnavský Nemzetközi Énekversenyen ért el rangos helyezést, 2006 novemberében pedig a csehországi Antonín Dvořák Nemzetközi Énekversenyen lett első helyezett.
Európa szinte valamennyi jelentősebb operaszínpadán fellépett: Németországban, Ausztriában, Franciaországban, Olaszországban, Görögországban, Spanyolországban, Szlovéniában, Lengyelországban, Oroszországban, Ukrajnában, Európán kívül pedig Kanadában, Malajziában, Szingapúrban és Kínában is énekelt.
2008 októberében a Kínai Nemzetközi Énekversenyen (CIVC) Ningpóban különdíjat nyert. 2009 márciusában a görög kultuszminisztérium és az UNESCO által felkarolt Maria Callas Grand Prix Énekversenyen is sikerrel szerepelt.

## Filmszerepe
- Az ördög menyasszonya (Čertova nevěsta) – Szultán (Filip Banžak néven) (2011)[3]